# キャスタウェイ・ケイ
キャスタウェイ・ケイ (Castaway Cay) は、ディズニー・クルーズ・ラインが立ち寄る、ウォルト・ディズニー・カンパニー所有のプライベートアイランドである。北緯26度05分 西経77度32分 / 北緯26.083度 西経77.533度バハマ諸島にある。

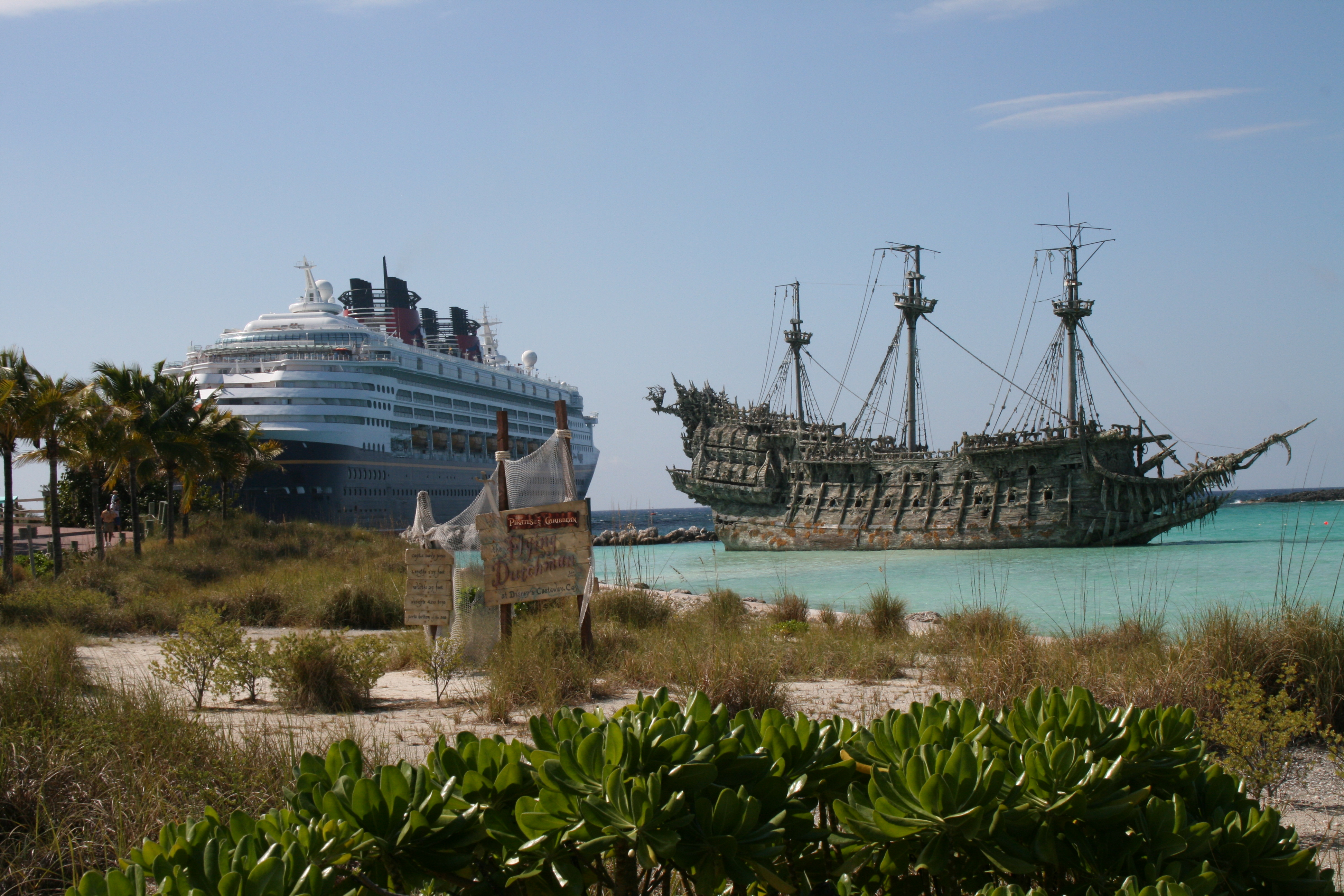
ディズニー・クルーズ・ラインと海賊船

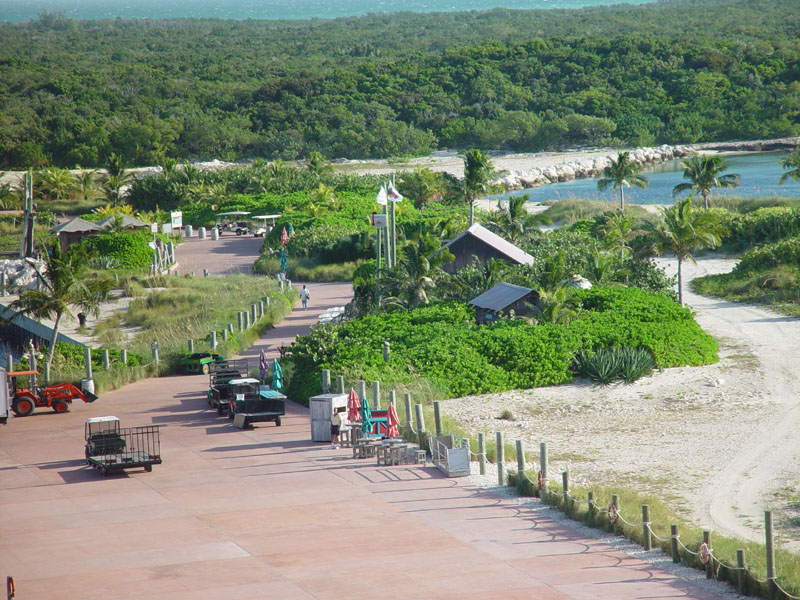
キャスタウェイ・ケイの街並み

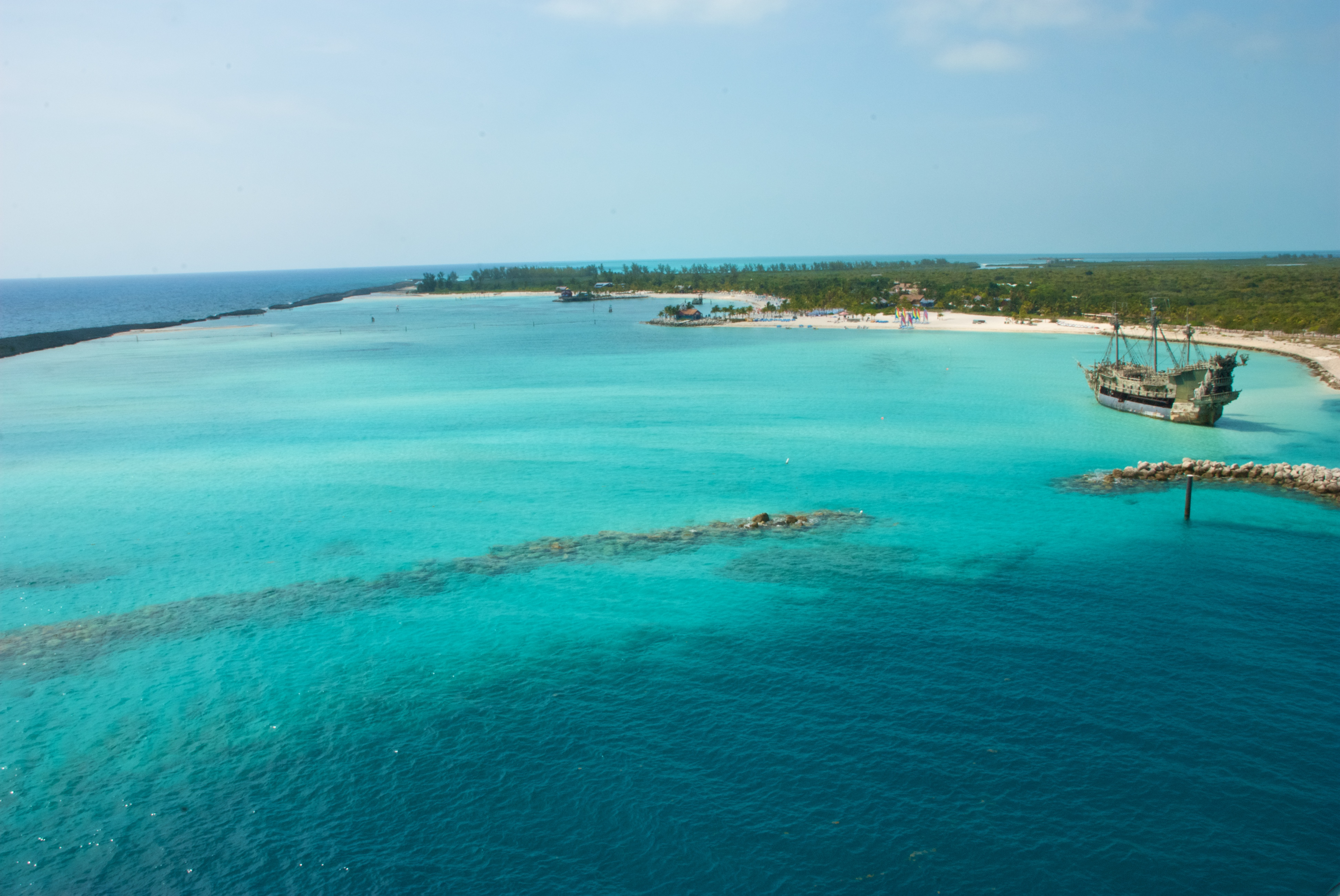
キャスタウェイ・ケイの海洋

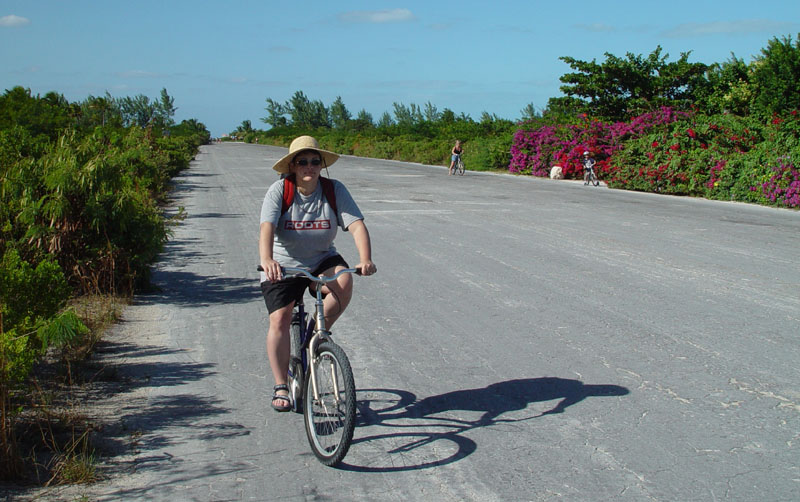
キャスタウェイ・ケイの道路

一般人がキャスタウェイ・ケイに渡るには、ディズニー・クルーズに参加するしかない。また、ディズニー・クルーズの出航地はアメリカ合衆国である。キャスタウェイ・ケイはバハマ諸島であるが、入国審査、税関、I-94の返却/記入等は無い。ディズニークルーズラインのクルーがルームキー（各個人で必要）で下船、乗船の管理を全て行っている。また、島内の飲食（アルコール類は除く）は全てクルーズの代金に含まれている。帰航の際には空港と同様の税関手続きが行われる。
1996年にGorda Cayをウォルト・ディズニー・カンパニーが購入し、改名した。キャスタウェイ・ケイの名前のルーツはミッキーマウスの短編アニメーション映画『ミッキーの無人島漂流』（The Castaway、1931年）といわれている。